# Tylophora oshimae
Tylophora oshimae är en oleanderväxtart som beskrevs av Bunzo Hayata. Tylophora oshimae ingår i släktet Tylophora och familjen oleanderväxter. Inga underarter finns listade i Catalogue of Life.